# Nikola Stanchev
Nikola Stanchev (Tvarditsa, Bulgaria, 11 de septiembre de 1930-Sofía, 12 de julio de 2009) fue un deportista búlgaro especialista en lucha libre olímpica donde llegó a ser campeón olímpico en Melbourne 1956.

## Carrera deportiva
En los Juegos Olímpicos de 1956 celebrados en Melbourne ganó la medalla de oro en lucha libre olímpica estilo peso medio, por delante del estadounidense Danny Hodge (plata) y del soviético Georgi Skhirtladze (bronce).